# روزي بريدوتي
روزي بريدوتي (بالإنجليزية: Rosi Braidotti) (ولدت في 28 سبتمبر 1954)، هي فيلسوفة معاصرة ومنظرة نسوية.

## السيرة الشخصية

### حياتها المهنية
وُلدت بريدوتي في إيطاليا ونشأت في أستراليا (تحمل الجنسيتين الإيطالية والأسترالية)، حصلت على شهادات من الجامعة الوطنية الأسترالية في كانبرا عام 1977 وحصلت على الميدالية الجامعية في الفلسفة وجائزة جامعة تيليارد. انتقلت بريدوتي لدراسة الدكتوراه في جامعة السوربون، حيث حصلت على شهادة في الفلسفة عام 1981. درست في جامعة أوترخت في هولندا منذ عام 1988 عندما عينت كأستاذة في دراسات المرأة. أصبحت في عام 1995 المديرة المؤسسة للمدرسة الهولندية للأبحاث في دراسات المرأة، وشغلت هذا المنصب حتى عام 2005.
تعتبر بريدوتي رائدة في دراسات المرأة الأوروبية: أسست شبكة سوكرات المشتركة بين الجامعات وشبكة أثينا لدراسات المرأة وتولت إدارتها حتى عام 2005. كانت أستاذة خارجية في كلية بيركبيك في عامي 2005 و2006، واستاذة بمعهد الجامعة الأوروبية في فلورنسا في عامي 2002 و2003 وزميلة في كلية العلوم الاجتماعية في معهد الدراسات المتقدمة في برينستون عام 1994. وهي عضو مؤسس في الاتحاد الأوروبي للمعاهد والمراكز الإنسانية 2008، انتخبت في عام 2010 عضوًا في مجلس إدارة مراكز ومعاهد العلوم الإنسانية، وانتخبت في عام 2014 عضوًا في المجلس العلمي الوطني الفرنسي. بريدوتي هي المديرة المؤسسة لمركز العلوم الإنسانية بجامعة أوترخت (2007-2016)، وهي حاليًا أستاذة جامعية متميزة في الجامعة. خدمت بريدوتي في المجلس الاستشاري للعديد من المجلات الأكاديمية النسوية، بما في ذلك مجلة الاختلافات ومجلة الاشارات ومجلة المنتدى الدولي لدراسات المرأة ومجلة التشكيلات النسوية.

### أربعة مؤلفات عن الفلسفة الذاتية
تصنف منشورات بريدوتي في قسم الفلسفة القارية، وتمثل التقاطع بين النظرية الاجتماعية والسياسية والثقافة السياسة والنوع الجنسي والنظرية النسوية ودراسات الأعراق. يتكون جوهر عملها متعدد التخصصات من أربع دراسات مترابطة حول قانون الفلسفة الذاتية المعاصرة، مع التركيز بشكل خاص على مفهوم الاختلاف في تاريخ الفلسفة الأوروبية والنظرية السياسية. يبحث مشروع برايدوتي الفلسفي في كيفية التفكير في الاختلاف بشكل إيجابي.
تجلى ذلك في الأجندة الفلسفية في كتابها الأول (أنماط التنافر: مقال عن المرأة في الفلسفة الفرنسية المعاصرة 1991)، وطورتها بشكل أكبر في الكتب الثلاثة التالية. صاغت الأسئلة في الكتاب التالي الذي حمل عنوان (المواضيع البدوية: التجسيد والاختلاف في النظرية النسوية المعاصرة 1994) بعبارات أكثر تحديداً: هل يمكن فهم الاختلافات بين الجنسين أو الأعراق أو الثقافات أو الاختلافات الأوروبية خارج قيود التسلسل الهرمي والمقارنة الثنائية؟ وحلل الكتاب التالي الذي حمل عنوان (التحول: النظرية المادية للمستقبل لعام 2002) الاختلافات بين الجنسين والفروق الثنائية الواضحة بين الاشخاص الأوروبيين وغيرهم، والفروق بين الكائنات البشرية وغير البشرية (الحيوانات، البيئة، التكنولوجيا).

### أحدث مؤلفاتها
أحدث مؤلفاتها هو كتاب بعنوان ما بعد البشرية (مطبعة بوليتي 2013). يعتبر كتاب ما بعد البشرية مساهمة كبيرة في النقاشات المعاصرة حول فترة ما بعد الإنسان. نظرًا لعدم وضوح الفروق التقليدية بين الإنسان وغيره، والكشف عن البنية غير الطبيعية للإنسان، يبدأ الكتاب باستكشاف المدى الذي ستقوم فيه حركة ما بعد البشرية بإزاحة الوحدة الإنسانية التقليدية. ذكرت بريدوتي أن كتاب ما بعد البشرية يساعدنا على فهم هويتنا المرنة والمتعددة بدلاً من إدراك ذلك على أنه فقدان التفوق الذاتي.
حللت بريدوتي آثار التفكير في مرحلة ما بعد البشرية والمتعلقة باستدامة كوكبنا ككل. لأن اقتصادات السوق المعاصر تستفيد من السيطرة على كل شيء حي وتقوم بتسليعه، وتؤدي بذلك إلى التهجين ومحو الفروق التصنيفية بين الأنواع البشرية والأنواع الأخرى من البذور والنباتات والحيوانات والبكتيريا. تسمح هذه الاضطرابات التي تسببها الثقافات والاقتصادات المعولمة بانتقاد فكرة مركزية البشرية، ولكن ما مدى دقتها كمؤشرات لمستقبل مستدام؟
تختتم كتاب ما بعد البشرية من خلال النظر في الآثار الناتجة عن هذه التغيرات على الممارسات الإنسانية. حددت بريدوتي أشكالًا جديدة من النزعة الإنسانية العالمية الجديدة اعتمادًا على دراسات ما بعد الاستعمارية والعرق، وكذلك تحليل النوع الاجتماعي وحماية البيئة. يتمثل تحدي ما بعد البشرية في اغتنام فرص الترابط الاجتماعي الجديدة وبناء المجتمع والسعي لتحقيق الاستدامة والاستقرار.
نشرت بريدوتي كتابين جديدين في عام 2011 هما الطبعة المجددة والمنقحة من كتاب المواضيع البدوية ومجموعة من المقالات حملت عنوان نظرية البدوية. توفر المجموعة مقدمة لنظرية بريدوتي البدوية وصياغاتها المبتكرة، والتي تتوافق مع أفكار جيل دولوز وميشيل فوكو ولوسي إيريجاري ومجموعة من القضايا السياسية والثقافية. تبدأ المقالات المرتبة حسب الموضوع بمفاهيم مثل الفارق الجنسي وتجسيد الذاتية، ثم بعض النقاشات في مجال العلوم والحركة النسوية والمواطنة بعد انهاء التعليم، وقوانين الإثبات.
أعادت بريدوتي تقديم الحركة النسوية ما بعد الحداثة في عصر المعلومات من خلال أفكارها المتعلقة بالفضاء الإلكتروني والأطراف الاصطناعية ومدى أهمية الاختلاف متأثرة ببعض الفلاسفة مثل جيل دولوز والمفكرة النسوية الفرنسية لوسي إيريجاري. درست بريدوتي أيضًا كيف يمكن لأفكار الاختلاف بين الجنسين التأثير على إحساسنا بالاختلافات البشرية والحيوانية، أو الاختلافات البشرية والآلية. تعتبر بريدوتي رائدة وجهات النظر الأوروبية في الفلسفة النسوية، ولها تأثير على الحركة النسوية الثالثة والحركة النسوية ما بعد العلمانية.

### تكريمها
كُرمت بريدوتي في 3 مارس 2005 بمنحها لقب الفارس الملكي من الملكة بياتريكس ملكة هولندا، وحصلت في أغسطس عام 2006 على الميدالية الجامعية من جامعة لودز في بولندا وحصلت على دكتوراه فخرية في الفلسفة من جامعة هلسنكي في مايو عام 2007. انتخبت في عام 2009 زميلة فخرية في الأكاديمية الأسترالية للعلوم الإنسانية. عينت عضوًا في مجلس إدارة مراكز ومعاهد العلوم الإنسانية منذ عام 2009. حصلت في عام 2013 على دكتوراه فخرية في الفلسفة من جامعة لينشوبينغ في السويد.

### أنشطتها الدولية منذ 2011 وحتى الآن
- عام 2017: ألقت محاضرات تانر حول القيم الإنسانية في مركز ويتني للعلوم الإنسانية في جامعة ييل (1-3 مارس 2017).[10]
- 2015 حتى الآن: عضو في المجموعة الرئيسية للجنة التوجيهية للمؤتمر العالمي الأول للعلوم الإنسانية، الذي نظمه المجلس الدولي للفلسفة والعلوم الإنسانية واليونسكو وجامعة لييغ في بلجيكا بين 6 و12 أغسطس2017. ترأس المؤتمر: البروفيسور تشاو جين (من بكين) والبروفيسور روبرت هاليو (جامعة لييغ).
- عام 2014: عضو منتخب في المجلس العلمي للأبحاث العلمية في فرنسا.
- عام 2012: منحة مؤسسة ميلون لمشروع تعاوني دولي حول الدين والانتماء السياسي بالتعاون مع جامعة بورتلاند في أوريغون وجامعة أريزونا في تل أبيب والجامعة الصينية في هونغ كونغ وجامعة ديوك في الولايات المتحدة.
- 2011 حتى الآن: عضو مؤسس في الاتحاد الأوروبي لمعاهد ومراكز العلوم الإنسانية.